# عمارت آسیایی
عمارت آسیایی مربوط به دوره زندیه و اوایل قاجار است و در بوشهر، خیابان ساحلی، محله کوتی واقع شده و این اثر در تاریخ ۲۴ فروردین ۱۳۸۲ با شمارهٔ ثبت ۸۲۸۵ به‌عنوان یکی از آثار ملی ایران به ثبت رسیده است.زیر بنای این عمارت ۷۵۰ متر نربع می باشد این بنا در سه طبقه می باشد که در طبقه سوم اتاق شاه نشین مجلسی با ۱۲ در و پنجره های هلالی شکل مزین با شیشه های رنگی ساخته شده است.    